# Майнаволок
Майнаволок — мыс на северо-западе побережья Мурманской области в России, находится в южной части залива Варангер-Фьорд Баренцева моря.
Находится к востоку при входе в Базарную губу. Имеет округлую форму. Мыс возвышенный, скалистый, сложенный из магматических пород гранита и гнейсов, берега стремительно обрываются к морю. У побережья разбросаны кекуры.
С советских времен у мыса располагался 145-й отдельный артиллерийский дивизион Северного сектора береговой обороны ГВМБ.